# Solanum sycophanta
Solanum sycophanta är en potatisväxtart som beskrevs av Michel Félix Dunal. Solanum sycophanta ingår i släktet skattor som ingår i familjen potatisväxter. Inga underarter finns listade i Catalogue of Life.